# Archilochus
Archilochus és un gènere d'ocells de la subfamília dels troquilins (Trochilinae) dins la família dels troquílids (Trochilidae) que cria a les zones forestals d'Amèrica del Nord, migrant cap a Mèxic i Amèrica Central a l'hivern

## Llista d'espècies
Se n'han descrit dues espècies dins aquest gènere:
- colibrí gorjanegre (Archilochus alexandri).
- colibrí de gorja robí (Archilochus colubris).